# Belize ai Giochi della XXXII Olimpiade
Il Belize ha partecipato ai Giochi della XXXII Olimpiade, che si sono svolti a Tokyo, Giappone, dal 23 luglio all'8 agosto 2021 (inizialmente previsti dal 24 luglio al 9 agosto 2020 ma posticipati per la pandemia di COVID-19) con tre atleti, due uomini e una donna.
Si è trattato della tredicesima partecipazione di questo paese ai Giochi estivi, di cui le prime due come Honduras britannico.

## Delegazione
| Sport            | Uomini | Donne | Totale |
| ---------------- | ------ | ----- | ------ |
| Atletica leggera | 1      | 1     | 1      |
| Canoa/kayak      | 1      | 0     | 1      |
| Totale           | 2      | 1     | 3      |

## Atletica leggera
| Q | Qualificato al turno successivo per la posizione in qualificazione                                                           |
| q | Qualificato per il turno successivo per ripescaggio o, negli eventi su campo, conquistando la misura minima per qualificarsi |

Maschile
Eventi su pista e strada
| Atleta     | Evento      | Batterie preliminari | Batterie preliminari | Batteria        | Batteria        | Semifinale      | Semifinale      | Finale          | Finale          |
| Atleta     | Evento      | Risultato            | Posizione            | Risultato       | Posizione       | Risultato       | Posizione       | Risultato       | Posizione       |
| ---------- | ----------- | -------------------- | -------------------- | --------------- | --------------- | --------------- | --------------- | --------------- | --------------- |
| Shaun Gill | 100 m piani | 10"88                | 5º                   | Non qualificato | Non qualificato | Non qualificato | Non qualificato | Non qualificato | Non qualificato |

Femminile
Eventi su pista e strada
| Samantha Dirks | 400 m piani | 54"16 | 7ª | Non qualificata | Non qualificata | Non qualificata | Non qualificata | Non qualificata | Non qualificata |

## Canoa/Kayak

### Velocità
| FA | Qualificato in finale A (per le medaglie)                       |
| FB | Qualificato in finale B (non per le medaglie)                   |
| Q  | Qualificato al turno successivo per posizione in qualificazione |
| q  | Qualificato al turno successivo per ripescaggio                 |

Maschile
| Atleta     | Evento     | Batteria | Batteria   | Quarti di finale | Quarti di finale | Semifinale      | Semifinale      | Finale          | Finale          |
| Atleta     | Evento     | Tempo    | Classifica | Tempo            | Classifica       | Tempo           | Classifica      | Tempo           | Classifica      |
| ---------- | ---------- | -------- | ---------- | ---------------- | ---------------- | --------------- | --------------- | --------------- | --------------- |
| Amado Cruz | K-1 200 m  | 39"645   | 5º QF      | 39"333           | 5º               | Non qualificato | Non qualificato | Non qualificato | Non qualificato |
| Amado Cruz | K-1 1000 m | 4'13"080 | 5º QF      | 4'15"262         | 6º               | Non qualificato | Non qualificato | Non qualificato | Non qualificato |